# Torrella
Pour les articles homonymes, voir Torrella (homonymie).
Torrella (en valencien et en castillan) est une commune d'Espagne de la province de Valence dans la Communauté valencienne. On trouve également en valencien l'appellation de Torrella de la Costera. La commune est située dans la comarque de la Costera et dans la zone à prédominance linguistique valencienne.

## Géographie

Localisation de Torrella
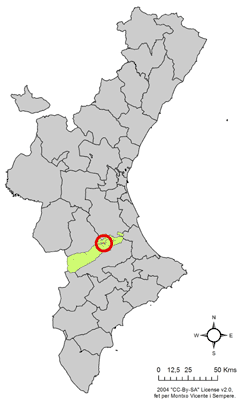
dans la Communauté valencienne.
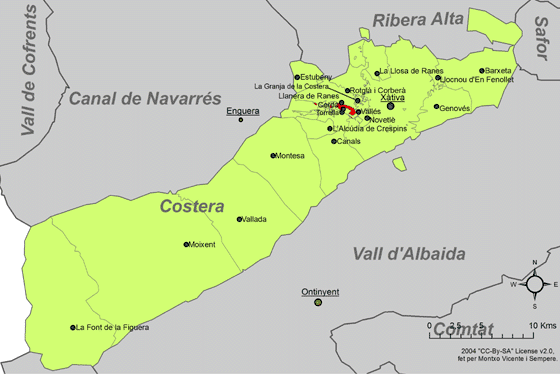
dans la comarque de la Costera.

### Localités limitrophes
Le territoire communal de Torrella est voisin de celui des communes suivantes :
Canals, Cerdà, La Granja de la Costera, Xàtiva, Llanera de Ranes, Novetlè et Vallés, toutes situées dans la province de Valence.

## Démographie
| 1990 | 1992 | 1994 | 1996 | 1998 | 2000 | 2002 | 2004 | 2005 |
| ---- | ---- | ---- | ---- | ---- | ---- | ---- | ---- | ---- |
| 167  | 191  | 213  | 204  | 196  | 175  | 174  | 166  | 165  |

## Administration
Liste des maires, depuis les premières élections démocratiques.
| Législature | Nom du Maire             | Parti politique |
| ----------- | ------------------------ | --------------- |
| 1979-1983   | Vicente Martínez Climent | PP              |
| 1983-1987   | Vicente Martínez Climent | PP              |
| 1987-1991   | Vicente Martínez Climent | PP              |
| 1991-1995   | Vicente Martínez Climent | PP              |
| 1995-1999   | Vicente Martínez Climent | PP              |
| 1999-2003   | Vicente Martínez Climent | PP              |
| 2003-2007   | Francisco Moreno Gayá    | PSPV-PSOE       |
| 2007-2011   | Francisco Moreno Gayá    | PSPV-PSOE       |

### Sources
- (es) Cet article est partiellement ou en totalité issu de l’article de Wikipédia en espagnol intitulé « Torrella » (voir la liste des auteurs).